# Вільямартін
Вільямартін (ісп. Villamartín) — муніципалітет в Іспанії, у складі автономної спільноти Андалусія, у провінції Кадіс. Населення — 12 570 осіб (2010).
Муніципалітет розташований на відстані близько 430 км на південний захід від Мадрида, 70 км на північний схід від Кадіса.
На території муніципалітету розташовані такі населені пункти: (дані про населення за 2010 рік)
- Ла-Сьєрва: 15 осіб
- Ерміта-де-лас-Монтаньяс: 140 осіб
- Вільямартін: 12415 осіб

## Демографія
Динаміка населення (INE ):

## Галерея зображень

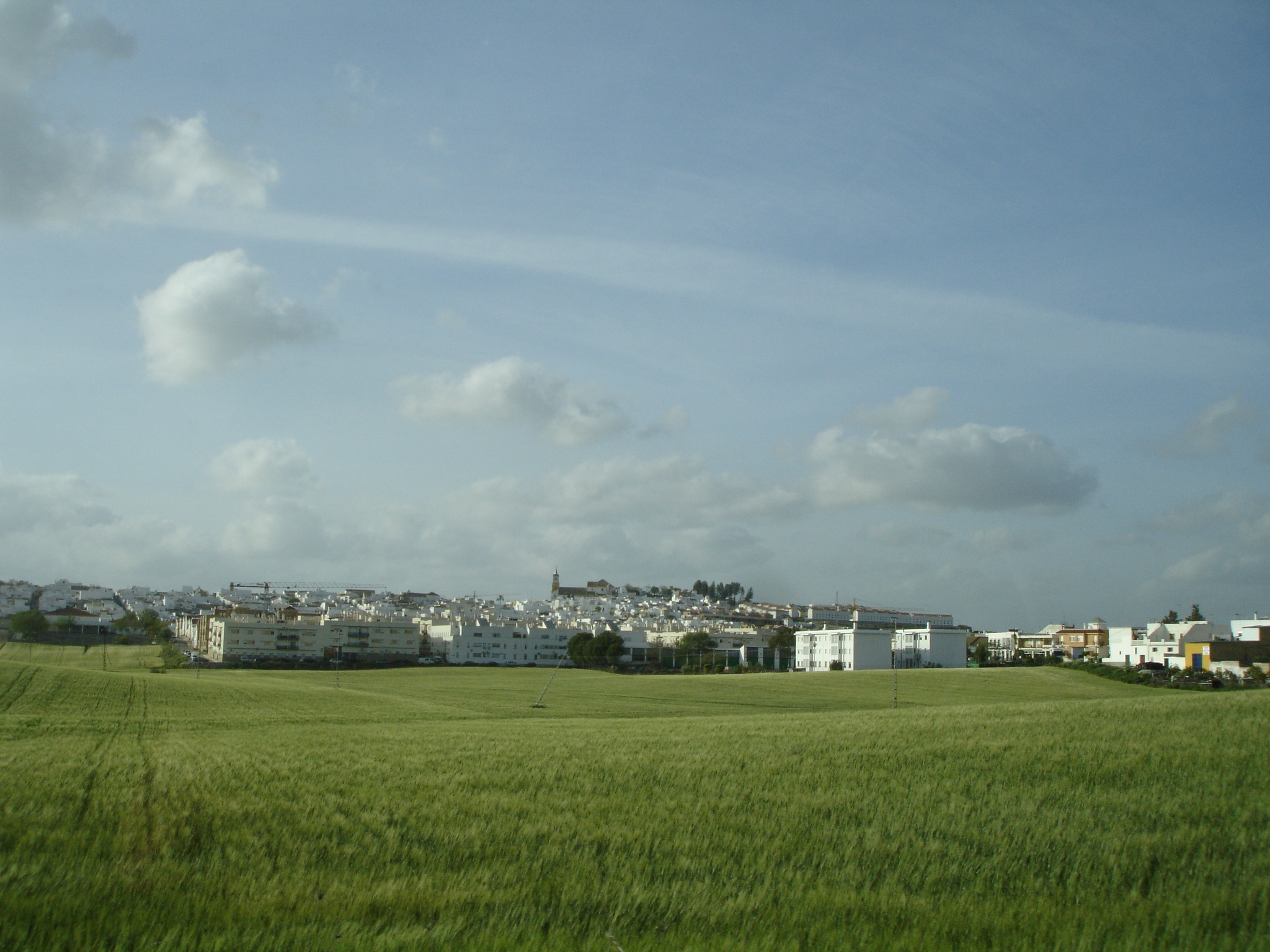
Вільямартін
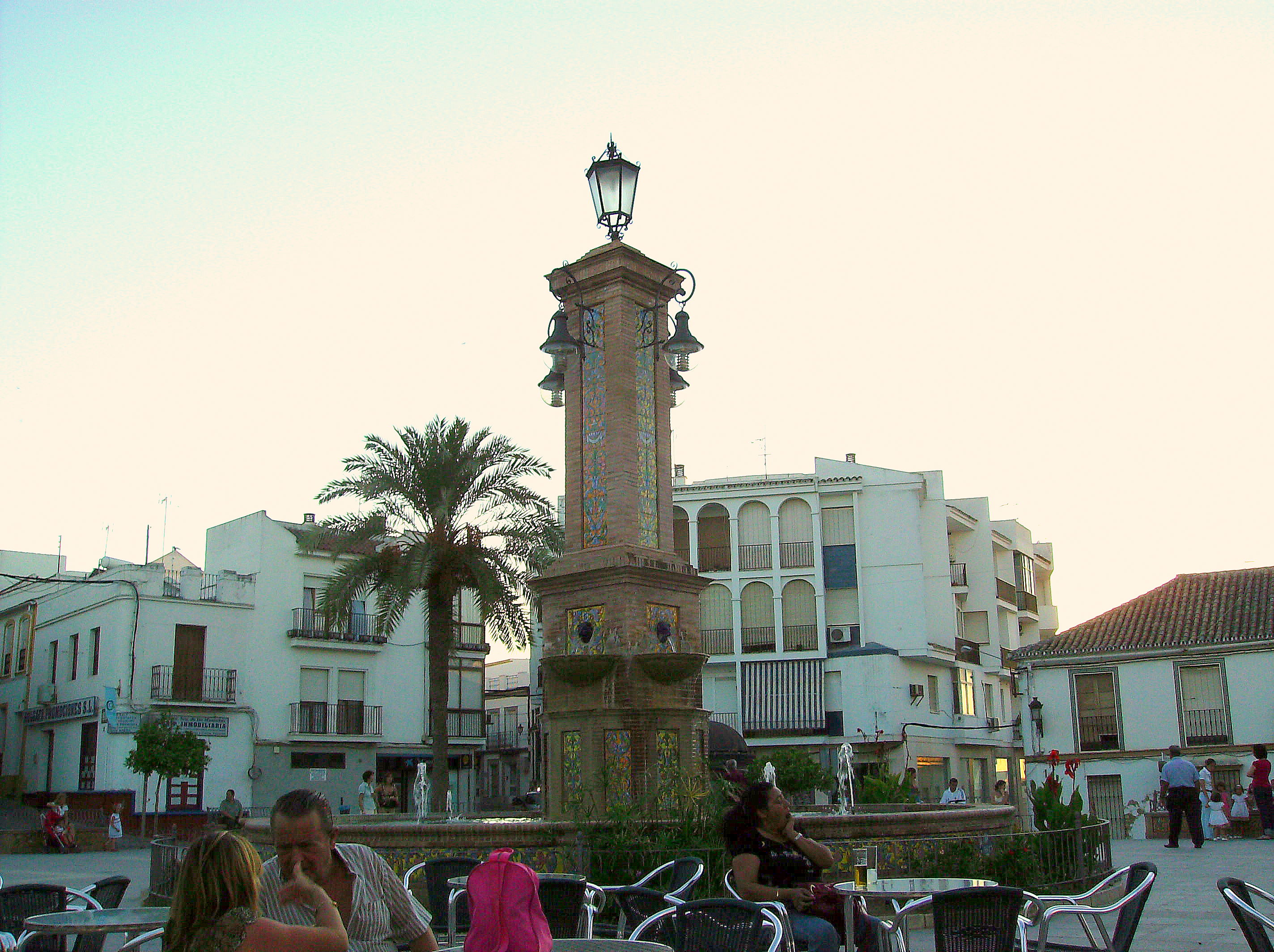
Центральна площа